# ويليام هنري هاريسون (لاعب كريكت)
ويليام هنري هاريسون (1866 - 23 ديسمبر 1936) (بالإنجليزية: William Henry Harrison)‏ هو لاعب كريكت بريطاني وبريطاني (وحمل سابقاً جنسية المملكة المتحدة لبريطانيا العظمى وأيرلندا). لعب مع نادي مقاطعة هامبشاير للكريكت ‏.

## وصلات خارجية
- ويليام هنري هاريسون على موقع إي آس بي آن كريك إنفو (الإنجليزية)